# Władysław Wójcik (poseł)
Władysław Wójcik ps. Czerski, Żegociński, Żegota (ur. 1917, zm. 1972) – polski działacz społeczny, poseł do Krajowej Rady Narodowej z ramienia Polskiej Partii Socjalistycznej. Sekretarz krakowskiej Rady Pomocy Żydom Żegota, członek Cywilnego Sądu Społecznego, Sprawiedliwy wśród Narodów Świata.

## Życiorys
W styczniu 1944 r. był sekretarzem Rady Pomocy Żydom Żegota okręgu krakowskiego. Poza zadaniami związanymi z zajmowanym stanowiskiem zajmował się także osobiście ratowaniem Żydów. Przyjmował ich do swojego domu po ucieczce z różnych obozów, dając im schronienie, dopóki nie mógł zorganizować stałych kryjówek. Będąc członkiem podziemnej Polskiej Partii Socjalistycznej, swoje kontakty wykorzystywał do organizowania fałszywych dokumentów dla Żydów, jak na przykład metryki urodzenia czy kenkarty. Uczestniczył również regularnie w konferencjach Żegoty odbywających się w Warszawie.
Był członkiem Cywilnego Sądu Społecznego, a także posłem do Krajowej Rady Narodowej.
28 marca 1979 r. Władysław Wójcik został uznany przez Jad Waszem za Sprawiedliwego wśród Narodów Świata. Wspólnie z nim uhonorowano jego żonę, Wandę Wójcik.